# Johann Joachim Rost
Johann Joachim Julius Rost, auch Iwan Akimowitsch Rost, (russisch Иоганн Иоахим Юлиус Рост, Иван Акимович Рост; * 29. September 1726 in Hannover; † 7. Apriljul. / 18. April 1791greg. in Moskau) war ein kurhannoversch-russischer Mathematiker, Physiker und Hochschullehrer.

## Leben
Rost stammte aus einer kurhannoverschen Adelsfamilie und war Absolvent der Universität Göttingen. Er beherrschte Latein, Altgriechisch, Französisch, Englisch, Niederländisch, Italienisch und Spanisch.
1757 ging Rost auf Einladung des Mitglieds der St. Petersburger Akademie der Wissenschaften Gerhard Friedrich Müller nach Moskau und wurde Adjunkt an der Universität Moskau (MGU). Im ersten Jahr unterrichtete er Englisch und privat nach Bedarf Mechanik, Militär- und Zivilarchitektur und Mathematik. Dann beauftragte die Universitätskonferenz 1757 Rost und Anton Alexejewitsch Barssow, Vorlesungen über die Teilgebiete der Mathematik zu halten. Rost hielt seine Vorlesungen auf Latein. 1761 wurde Rost ordentlicher Professor auf dem Lehrstuhl für experimentelle und theoretische Physik. Er hielt Vorlesungen über Angewandte Mathematik und Experimentalphysik. Die zweistündige Mathematikvorlesung hielt er viermal in der Woche nach Johann Friedrich Weidlers Institutiones Matheseos selectis observationibus illustratae in usum praelectionum academicarum von 1736. Die Experimentalphysikvorlesung hielt Rost zweimal in der Woche. In den ersten Jahren stützte er sich auf Winklers Buch Anfangsgründe der Physik (Leipzig, 1753) und später auf Johann Gottlob Krügers Philosophia naturalis, experimentis confirmata (Halle, 1753) und John Theophilus Desaguliers Course of Experimental Philosophy (London, 1717 und 1745). In einem Bericht im Namen des Rektors der MGU Michail Matwejewitsch Cheraskow wurde ein Spiegelteleskop in Rosts Kabinett erwähnt. Während Barssow nur die reine Mathematik lehrte, deckte Rost allein den gesamten Bereich der physikalischen und mathematischen Wissenschaften in der philosophischen Fakultät der MGU ab einschließlich Geodäsie, Markscheidewesen, Mechanik, Hydraulik, Hydrostatik und Grundlagen der Zivilarchitektur und des Bergbaus. An Rosts Experimentalphysikvorlesung nahm 1780 Joseph II. teil. Rost war Mitglied der Kommission für die Erarbeitung eines Universitätsstatuts (1762) und einer der Autoren des deutschen Projekts für ein Statut der MGU (1767).
Neben seiner Lehrtätigkeit entfaltete er eine umfangreiche Handelstätigkeit, indem er als Agent und Kommissionär einer niederländisch-russischen Schifffahrtsgesellschaft an verschiedenen Orten Brot, Hanf, Fette, Daunen und andere Waren für den Export aufkaufte. Er wurde ein reicher Mann und besaß in Moskau ein eigenes Haus. Er war verheiratet mit Müllers Cousine Maria Karlowna geborene von Wolff und hatte zwei Söhne, denen er mehr als 1000 leibeigene Bauern und ein Kapital von einigen Hunderttausend Rubel hinterließ. Sein Sohn Jacob-Gottlieb Rost wurde der erste Direktor der Moskauer Kaiserlichen Handelsschule.